# Молибдат лантана-калия
Молибдат лантана-калия — неорганическое соединение,
комплексная соль калия, лантана и молибденовой кислоты с формулой KLa(MoO4)2,
кристаллы.

## Физические свойства
Молибдат лантана-калия образует кристаллы
тетрагональной сингонии,
пространственная группа I 41/a,
параметры ячейки a = 0,5420 нм, c = 1,2114 нм, Z = 2.